# Temenica (reka)
Temenica je dolenjska reka ponikalnica, ki do izliva kar dvakrat ponikne. Reka izvira na južnih pobočjih Posavskega hribovja pri naselju Javorje. Prvič ponikne v vasi Grm v več požiralnikih. Na dan pride v Mirnopeški dolini pod hribom Svete Ane v izviru Zijalo. Po Mirnopeški dolini teče reka do ponorov pri Goriški vasi, kjer drugič izgine pod površje. Tretji, zadnji izvir Temenice je v Luknji pri Prečni. Teče čez Zaloško polje in se kot levi pritok (tudi z imenom Prečna) izlije v Krko.

## Opis reke
Reka Temnica je poleg Ljubljanice in Reke ena najbolj značilnih ponikalnic slovenskega krasa. Medtem ko Ljubljanica in Reka tečeta po značilni kraški Notranjski, teče Temenica ob robu kraškega sveta Dolenjske. Temenica je levi pritok Krke. Izvira v Posavskem hribovju, pri naselju Javorje v občini Šmartno pri Litiji. Nato teče mimo kraja Temenica, v občini Ivančna Gorica, nadaljuje tok po Dolenjskem podolju in teče skozi občino Trebnje, kjer prvič ponikne. Strmec se ji v prvih treh kilometrih naglo zmanjša.
Porečje Temenice je precej nesimetrično in ima večje pritoke le v zgornjem delu, kjer z desne priteka potok Bukovica. Ostale površinske pritoke dobi z leve strani, saj je desna stran porečja v kraški Suhi krajini, ki reko napaja šele v spodnjem toku, preko podzemlja. Od kraja Breg ima reka številne okljuke in je plitvo vrezana. Pogosto poplavlja, zato je mokrotno dno travnato. Do Trebnjega ima ta vodni tok še nekatere alpske značilnosti, kasneje pridobi že vse značilnosti kraške reke .
Temeničin površinski tok se začne na nadmorski višini nad 550 m in prvič konča na višini 264 m in v dolžino meri skoraj 28 km. V času povodnji se reka za 1 km podaljša v Struge in ponika tik pod vrhom sv. Ane (407 m) v jami Risanica. Podzemeljski tok je v ravni črti dolg 1,75 km. Višinska razlika med ponori in ponovnim izvirom je 25 metrov. Na površje pride ponovno pri vasi Vrhpeč pod pečino Zijalo. Tu je več izvirov, kjer priteka voda iz razpok. Nato teče 8 km daleč mimo Mirne Peči do Vrhovega, kjer drugič ponikne. Vode Temenice pridejo ponovno na površje v zatrepni dolini v Luknji pri kraju Prečna na severozahodnem robu Novomeške pokrajine. Tu dobi Temenica že vse značilnosti nižinske reke. Po 6 km se Temenica, imenovana tudi Prečna, izliva v Krko. 
Povprečni letni pretok med letoma 1961 in 1990 za postajo Rožni Vrh na reki Temenici je 0,9 m3/s. Pozimi lahko precej upade zaradi prevladujočih snežnih padavin in poleti zaradi izhlapevanja. Pretoki nad 2 m3/s in z njimi poplave, se lahko pojavijo ob vsakem letnem času, največji izmerjeni pretok znaša celo 14 m3/s. V Prečni ima srednji letni pretok 4,6 m3/s (najmanjši 0,56 m3/s, največji 21,8 m3/s). Največ vode ima marca (pretok 6,27 m3/s), najmanj avgusta (3,11 m3/s). Tu so v začetku devetdesetih letih spremljali tudi kakovost vode Temenice. Pri kraju Štefan je bila v 1. do 2. kakovostnem razredu. Za Trebnjem se je poslabšala za cel kakovostni razred in se je uvrščala v 3., občasno v 2.-3. kakovostni razred. Poleg Temenice napaja kraške izvire v Luknji tudi obsežno kraško zaledje, kar se odraža v močno povečanih pretokih. Tu gre za podzemeljske pritoke iz zahodnih dobrniške in globodolske doline in potokov, ki poniknejo pri Karteljevem, Ponikvah in Šentjurju. Celotno porečje reke Temenice tako meri več kot 300 km2.

## Morfološke značilnosti
Dolina Temenice sledi smeri sever-jug. V zgornjem toku je reka vrezana v prelomno cono, katere dno je iz nepropustnih mezozoiskih kamnin. V zgornjem toku je dolina še ozka, na levi strani se dvigajo navpične stene. Temenica teče večinoma po dolomitu. Od Velikega Gabra se dolina v gričevju razširi, Temenica še vijuga po razmeroma plitvo vrezani ploski dolini. Ta je mokrotna, na rdečkasti glini so rodovitna tla, na katerih uspevajo travniki. Nad dolinskim dnom so nizke suhe in sončne terase, ki prehajajo v položna pobočja zaobljenih gričev. Pri Trebnjem je dolina na zahodu omejen s strmim Bukovjem, ki ločuje dolino Temenice od Suhe krajine. Na vzhodu se nadaljuje nizek gričevnat svet. Pod Trebnjem Temenica na prepustnem jurskem apnencu ponikne v številnih požiralnikih. Dolina zgornje Temenice velja za eno najdaljših slepih dolin v Sloveniji in je dolga 24 km.Da ima dolina Temenice ugodno morfologijo in topografijo priča tudi nekdanja rimska cesta in sedanji železnica in avtocesta.

## Značilnosti podnebja
Za dolino Temenice je značilno zmerno celinsko vlažno podnebje. Pomemben je tudi panonski podnebni vpliv, na kar kaže razširjenost vinske trte. Pomembne so tudi razlike med višje ležečimi prevetrenimi kraji ter med tistimi na dnu doline, kjer se pojavlja toplotni obrat in z njim pogostejša slana in megla.

## Značilnosti tal
Lastnosti tal so povezane s kamninami in reliefom, odvisne so tudi od vodnih in podnebnih razmer. Po celotnem območju doline reke Temnice prevladujejo apnenci in dolomiti, izjema je le pas permkarboskih skrilavih glinavcev in peščenjakov, kjer izvirata pritoka Ješki potok in Bratnica; tu najdemo združbo distričnih rjavih tal in rankerja. V zgornjem delu doline prevladujejo rendzine in rjava pokarbonatna tla na apnencu in dolomitu, v srednjem in spodnjem delu pa globoka rjava pokarbonatna tla z znaki izpiranja in zmerno kisla izprana tla na apnencu in dolomitu. V ozkem pasu ob reki Temnici in njenih pritokih (od 500 do 1000 m) najdemo hidromorfna tla, kjer prevladuje evtrični mineralni hipoglej. Na območju ponora reke Temenice prevladujejo evtrična obrečna globoko oglejena tla. V spodnjem delu toka, ob majših pritokih najdemo distrična in evtrična rjava tla na pliocenskih in kvartarnih glinah in ilovicah z znaki psevdooglejenosti.

## Značilnosti rastja
Rastje je tesno povezano z reliefom in vodnimi razmerami. Precejšnji del Temenice je v nižinskem delu pokrajine, sredi kmetijskih površin, ki imajo vpliv na ekosistem v reki. Na poplavnem svetu in območjih občasne ojezeritve uspeva močvirno rastje (ločje). Travniki so mokrotni, boljši le na vzpetih robnih območjih. Vzdolž vodotokov na slabo razvitih obrečnih tleh je močna drevesna in grmovna zarast. Za to območje so značilni bukovi gozdovi in gozdovi gradna ter belega gabra, na pobočjih ob reki so pogoste tudi smreke in jelke. S krepitvijo panonskega podnebja proti jugovzhodu narašča delež hrasta in kostanja. V območju izvira, na strmih pobočjih, kjer so slabša rastišča, je pogost tudi rdeči bor. Gozd predstavlja okoli 55 % območja, travniki 24%, orna zemljišča 9%, pozidana območja 6% ostalo so sadovnjaki, vinogradi, vodne površine ali zaraščene površine.
Celotno porečje je kmetijsko zelo intenzivno, saj je glavna kmetijska panoga prireja mleka. Tako so travniki na boljših legah intezivno obdelovani, njive so večinoma posejane s koruzo, sledita pšenica in ječmenom. Vedno bolj pogosto se v kolobarju pojavljajo tudi travno-deteljne mešanice.

## Odpadne vode
Vzdolž toka reke Temenice je le ena čistilna naprava odpadnih vod pri mestu Trebnje. Čistilna naprava sprejema odplake širšega območja mesta Trebnje in tudi odplake industrijskega izvora. Čistilna naprava je začela delovati v letu 1982 in je v letu 2004 doživela obnovo in razširitev. Velikost naprave je 8000 populacijskih enot. Ena populacijska enota pomeni količino odpadne vode ene osebe. Čistilna naprava je v letu 2004 je obratovala 303 dni. Skupna količina odpadne vode iz čistilne naprave je v letu 2004 znašala 216 000 m3. Opravljajo se tudi, z Uredbo o komunalno čistilnih napravah določene, stalne meritve na dotoku in iztoku čistilne naprave, ki zajemajo meritve temperature, pH vrednost, neraztopljenih snovi (mg/l), amonijskega iona (mg/l), kemijska potreba po kisiku - KPK (mg/l, %) in biokemijska potreba po kisiku - BPK (mg/l, %). Meritve kažejo da čistilna naprava izpolnjuje vse zahteve iz naslova uredb. Višje ob vodotoku čistilnih naprav ni, tako da kar nekaj kanalizacijskih odtokov konča neposredno v reki Temenici in njenih pritokih.

### Citirani
1. ↑  Novak D. 1960. Temenica. Proteus, 23: 24 – 25.
2. 1 2  Enciklopedija Slovenije. 1999. Ljubljana, Mladinska knjiga: 416 str.
3. 1 2  Inventarizacija flore in favne reke Temenice. Končno poroèilo. 1993. Ljubljana. Inštitut za biologijo: 14 str.
4. 1 2  Slovenija. Pokrajine in ljudje. 1998. Ljubljana, Mladinska knjiga: 735 str.
5. ↑  Digitalna pedološka karta Slovenije. 1:25,000. 2005. Ljubljana, Biotehniška fakulteta. Center za pedologijo in varstvo okolja.
6. ↑  Uredba o emisiji snovi pri odvajanju odpadnih vod iz komunalnih čistilnih naprav s posebnimi zahtevami za komunalne odpadne vode. Ur.l. RS št. 35-2967/96
7. ↑  Poročilo o vsebnostih nevarnih snovi na vtoku in iztoku iz komunalne čistilne naprave Trebnje. 2005. Novo mesto, Zavod za zdravstveno varstvo Novo mesto: 20 str.

### Splošni
- Pravilnik o obratovalnem monitoringu pri vnosu nevarnih snovi in rastlinskih hranil v tla. Ur. l. RS št. 55/97.